# O místo na slunci
O místo na slunci (dt. Ein Platz an der Sonne) ist ein tschechoslowakischer animierter Kurzfilm von František Vystrčil aus dem Jahr 1960.

## Handlung
Zwei Männer streiten sich um einen kleinen sonnigen Fleck auf einem Strand am Meer. Ihr Zank und Streit hat zur Folge, dass der sonnige Fleck verschwindet und beide Männer in der Dunkelheit zurückgelassen werden. Sie sind darüber traurig. Als die Sonne wieder erscheint, haben sich beide Freunde besonnen und genießen den sonnigen Fleck, der groß genug für beide ist, gemeinsam.

## Produktion
O místo na slunci entstand 1959 in Cel-Animation. Vystrčil animierte den Film mit wenigen Farben in größtmöglicher Abstraktion, wobei die Figuren Strichmännchen ähnlich sind. Der Film gilt inzwischen als Klassiker des Animationsfilms und hatte in seinem Stil großen Einfluss auf Animationsfilmer der frühen 1960er-Jahre.

## Auszeichnungen
O místo na slunci wurde 1961 für einen Oscar in der Kategorie „Bester animierter Kurzfilm“ nominiert, konnte sich jedoch nicht gegen Munro durchsetzen. Auf dem Festival d’Animation Annecy wurde der Film mit dem „Prix pour son thème humain et sa recherche graphique“ ausgezeichnet.